# Tour de Romandie féminin
Le Tour de Romandie féminin est une course cycliste par étapes féminine suisse créé en 2022. Elle fait partie de l'UCI World Tour féminin.

## Palmarès
| Année | Vainqueur        | Deuxième             | Troisième            |
| ----- | ---------------- | -------------------- | -------------------- |
| 2022  | Ashleigh Moolman | Annemiek van Vleuten | Elisa Longo Borghini |
| 2023  | Demi Vollering   | Katarzyna Niewiadoma | Marlen Reusser       |
| 2024  | Lotte Kopecky    | Demi Vollering       | Gaia Realini         |
| 2025  |                  |                      |                      |